# N774 (België)
De N774 en de aftakkingen van de N774, zijn een verzameling van wegen op de universitaire campus in Diepenbeek. Op deze campus liggen gebouwen van de Hogeschool PXL, Universiteit Hasselt en UC Leuven-Limburg. Alle wegen zijn relatief kort te noemen.

## N774
De N774 is de toegangsweg tussen N702 en de rest van de campus. De route heeft een lengte van ongeveer 140 meter en gaat over de Campuslaan.

## N774a
De N774a gaat over de Agoralaan en heeft een lengte van ongeveer 350 meter. De N774a sluit aan op de N774, N774b, N774c en N774d.

## N774b
De N774b vormt een 550 meter lange route over de Nesselaerstraat. Deze route gaat om een grote parkeerplaats heen. De N774b sluit aan op de N774a en N774c.

## N774c
De N774c is een 550 meter lange aftakking van de N774a/N774d. De route gaat in het verlengde over de Agoralaan tot aan de Ginderoerverstraat. Een deel van de route wordt afgesloten door middel van slagbomen.

## N774d
De N774d is met een lengte van 1,2 kilometer de langste route op het campusterrein. De route gaat vanaf de N774a over de Agoralaan naar gebouw D toe welke uitzicht heeft op de rivier Demer.